# Orgeltrapper

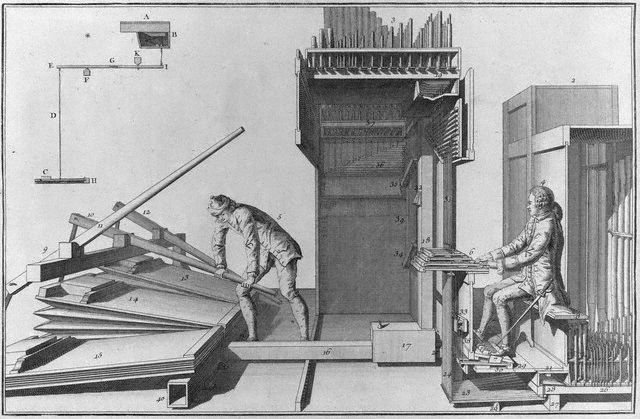
Een orgeltrapper aan het werk.
Deze blaasbalg wordt met de hand bediend.

Een orgeltrapper (ook: calcant, kalkant of balgentreder) heeft de taak een orgel te voorzien van constante winddruk.
Daartoe staat hij op aan de balgen gemonteerde hefbomen, waarmee hij deze vult met lucht; bij het leeglopen van de blaasbalg wordt de wind het orgel in geblazen.
Sinds eeuwen bleef deze taak voorbehouden aan arme mannen die zo een centje konden bijverdienen. Bij grote orgels zijn meerdere grote blaasbalgen aanwezig en is er dus een volledig team aanwezig om het orgel te voorzien van voldoende lucht. Het werk is soms vermoeiend en menig organist klaagde wel over het feit dat de winddruk niet constant was. 
Meestal heeft een orgel bij de pedalen een indicator waarmee wordt aangegeven of de winddruk voldoende is. Dit is belangrijke informatie voor de calcant.
Tegenwoordig heeft bijna ieder orgel een elektrische motor om voor de orgelwind te zorgen. De meeste oude orgels zijn naderhand van zo'n motor voorzien.
Op grote orgels bevindt zich vaak bij de speeltafel een knop waarmee de organist een belletje, de calcantenbel, kan laten rinkelen, zodat de trappers weten dat ze weer aan het werk moeten gaan. Bij gemoderniseerde orgels, die naderhand van een elektrische pomp zijn voorzien, is deze knop soms nog steeds in gebruik, maar nu om de motor te starten.
Vandaag vinden we op de meeste oude orgels nog steeds de pedalen of hendels van de calcanten, die vaak nog in goede staat zijn, hoewel ze niet meer worden gebruikt. Sinds de invoering van de windmotor komen calcanten alleen nog in de historische uitvoeringspraktijk te pas, bij het bedienen van handbalgen. Zo wordt bij alle concerten in de Pieterskerk in Leiden op het Van Hagerbeer Orgel uit 1643 de windvoorziening verzorgd door het Orgeltrappersgilde.  
Bij kleinere orgels, en ook bij het harmonium, zorgt de organist zelf voor de orgelwind. De pedalen voor de blaasbalgen bevinden zich dan onder de speeltafel.

## Galerij
De calcant bij het Van Hagerbeer Orgel in de Pieterskerk in Leiden. 

Orgeltrappers anno 2013
Calcant is het opschrift van de knop waarmee het belletje bij de blaasbalg wordt bediend. De afbeelding toont twee zijden van dezelfde muur.